# シンクロック
シンクロックは、よしもとクリエイティブ・エージェンシーで活動していたお笑いコンビ。
2011年10月7日結成。主に、大阪・難波にあるよしもと漫才劇場での舞台に出演していた。2017年1月25日解散。

## メンバー
木尾 陽平（きお ようへい、1985年11月13日 - ） ボケ担当・立ち位置は向かって左。
- 神奈川県相模原市出身。血液型O型。法政大学経済学部卒業。
- 身長172cm。
- 大阪NSC31期生。
- 同期の芸人は、ちょんまげラーメン、セルライトスパ、ロングコートダディ、サンドロップなど。
- かつて「サンロード」というコンビを組んでいた。サンロードは第10回新人お笑い尼崎大賞奨励賞を受賞。
- 運動神経が抜群。学生時代はラグビーをしており、東京都選抜に選ばれたことがある。ポジションはスクラムハーフ。
- 父親は水泳の元日本代表コーチである。
- フジテレビのアナウンサー採用試験で男性ラスト8名の中にいた経歴を持つ（最終選考ではない）[2]。
- 読売テレビアナウンサーの山本隆弥は大学時代の同級生である[3]。
- 明瞭な話し方と声を活かして、テレビ番組や劇場でのライブにナレーション出演をすることがある。
- 関西拠点でありながら、関東地方出身のため標準語で話している。
- プライベートではロードバイクを愛用しているが、何度も盗難被害に遭っている。
- パンツェッタ・ジローラモをもじった、イタリア人のキャラクター「キオーラモ」としても活動。片言の日本語で下ネタが中心。
- 極度の潔癖症で、他人が自宅に入るのをとても嫌がる[4]。
- 解散後はNSC同期である元ブレイブマンの吉田圭佑とアッパレードを結成し、2017年4月から2018年9月まで活動。アッパレード解散後は「アッパレード木尾」を経て、2021年6月15日より「木尾モデル」に芸名を改名し[5]、ピン芸人で活動中。

吉田 結衣（よしだ ゆい、1989年3月17日 - ） ツッコミ担当・立ち位置は向かって右。
- 大阪府高石市出身。血液型B型。
- 身長149cm。
- 大阪NSC30期生。
- 同期の芸人は、バンビーノ、尼神インター、プリマ旦那、アイロンヘッド、ダブルアートなど。
- かつて「お湯」というコンビを組んでおり、M-1グランプリ2010では準々決勝に進出（予選順位39位）、敗者復活戦にも出場した。その後、ピン芸人「吉田吉日」として活動。
- 以前はソバージュヘアがトレードマークだった。2013年2月からボブカットに。
- パンが好きで、2012年にパンシェルジュ検定3級、2014年には2級を取得している[6]。
- 購入して食べるだけではなく、自分でパンを焼いて芸人仲間に振る舞っている[7]。
- 2015年4月からレギュラー出演しているラジオ番組では、スポンサーの商品を使った自作のパンを毎月披露していた[8]。
- BAGEL & BAGELで長年アルバイトを続けており、その中でも大阪高島屋店（現在は閉店）では8年間勤めていた[9]。
- 「パン芸人」としてテレビやラジオに出演する際は、おすすめのパン屋や商品を紹介することが多い。
- 日本テレビ『あのニュースで得する人損する人』で“家事えもん”（松橋周太呂）の仲間“バタコやん”として登場。家庭で簡単に作れるパンのレシピを紹介している[10]。
- フジテレビ『とんねるずのみなさんのおかげでした』の「細かすぎて伝わらないモノマネ選手権」では、“オシャレすぎる料理研究家”(第21回大会のみ)、“笑顔の人”(第22回大会以降)で登場。
- 可愛い雑貨や洋服に目がない。
- 解散後は、ピン芸人として活動を継続。その後『M-1グランプリ2017』出場のために、元コーンスターチのTHIS IS 岡下とユニット「THIS IS パン」の結成[11]を経て、12月25日に正式にコンビ結成を発表[12][13][14]。

## 概要
- 男女コンビであり、先輩・後輩関係であるのを売りにしている。
- 同時期にそれぞれが以前組んでいたコンビを解散し、木尾からの誘いを吉田が受ける形で結成。
- 結成当時の再現VTRが『オールザッツ漫才2011』（MBSテレビ）で「芸人誕生ヒストリア」として放送された[15]。
- 以降はよしもと漫才劇場（旧：5upよしもと）を中心とした劇場で舞台に出演しており、2012年8月には初単独ライブを開催した。
- 2017年1月25日にそれぞれのTwitterアカウントで当日をもっての解散を発表[1]。

## 出演

### テレビ
レギュラー番組
- アキナ・和牛・アインシュタインのバツウケテイナー（サンテレビ、 2016年4月5日 -、木尾のみ） - ナレーション出演

不定期出演
- モモコのOH!ソレ!み〜よ!（関西テレビ、 2013年4月20日 -、吉田のみ） - ヤナギブソンのパンシェルジュ企画
- ごきげんライフスタイル よ〜いドン!（関西テレビ、2014年4月7日 -、吉田のみ） - 「プロが教えるとっておき 本日のオススメ3」パン芸人
- あさパラ!（読売テレビ、2014年10月25日 -、木尾のみ） - 「川合俊一の東京オリンピックの星★発掘プロジェクト」
- お宝発掘!?キラキラダイヤ（Kawaiian TV、2016年11月4日 -、木尾のみ）

その他
- オールザッツ漫才（MBSテレビ、2011年12月29日・2012年12月29日）
- 千鳥のぼっけぇTV!（GAORA、2012年1月15日） - 「ぼっけぇ2代目マスコット決定戦」
- ぽじポジたまご（KBS京都、2012年4月5日・2015年2月26日）
- オンバト+（NHK総合、2012年5月19日） - 戦績0勝1敗 最高309KB
- 笑い飯・千鳥の舌舌舌舌（サンテレビ、2012年6月5日・6月12日、吉田のみ） - 「ベロタン!フィーリングカップル5vs5」
- あほやねん!すきやねん!（NHK大阪放送局、2012年6月18日・10月1日） - 「勝ち抜き笑リング」
- 西方笑土「トップギアライブ」（NHK大阪放送局、2012年7月14日・2013年1月12日）
- くせになるややこしさ ブラックマヨネーズのハテナの缶詰 （読売テレビ、2012年8月17日、木尾のみ） - 「超ややこしい!珍記録オリンピック」
- 爆笑レッドカーペットザ・トライアル（フジテレビ、2012年10月5日）
- 笑い飯のおもしろテレビ（サンテレビ、2013年10月15日・2014年6月3日・2015年5月26日・12月15日(木尾)・2016年2月2日・2月9日）
- ロケみつ 〜フライデー〜（MBSテレビ、2014年5月2日、木尾のみ）
- 土曜はダメよ!（読売テレビ、2014年5月31日・2015年12月5日・12月26日） - 「リアル小枝不動産」
- 漫才のDENDO（ABCテレビ、2015年3月13日）
- とんねるずのみなさんのおかげでした（フジテレビ、2015年4月2日・2016年3月24日・12月22日・2017年1月19日・12月21日、吉田のみ） - 「細かすぎて伝わらないモノマネ選手権」第21回大会・第22回大会・特別編「第3回紅白モノマネ合戦」・第23回大会
- あさパラ!（読売テレビ、2015年6月6日・8月15日(吉田)・10月3日・10月24日・12月19日(吉田)・2016年2月27日(吉田)・7月2日(吉田)・8月27日(吉田)・9月10日・2017年1月7日(吉田)）
- マヨなか笑人（読売テレビ、2015年5月29日・6月12日・6月26日・7月3日・7月10日・9月25日・10月2日・12月18日・2016年1月8日・2月19日・4月1日・4月22日・6月17日・7月8日・8月5日・2017年1月20日） - 「テーマ漫才」など
- 大阪マラソンへの道（eo光チャンネル、2015年8月30日～全10回、2016年9月4日～全8回、木尾のみ） - ナレーション出演
- 漫才道（テレビ大阪、2015年9月26日）
- 特盛!よしもと 今田・八光のおしゃべりジャングル（読売テレビ、2015年10月10日、木尾のみ）
- あのニュースで得する人損する人（日本テレビ、2015年12月3日・2016年1月14日・2月11日・3月3日・3月17日・4月7日・5月19日・6月2日、吉田のみ） - バタコやん
- 前略、西東さん（中京テレビ、2015年12月26日）
- 内村てらす（日本テレビ、2017年1月5日・12日）

### ラジオ
レギュラー番組
- 松井愛のすこ〜し愛して♡（MBSラジオ、2015年4月1日 - 2018年3月28日、吉田のみ） - 毎週水曜「てつじのグルメ愛から手帖」のコーナーに出演。

その他
- オンスト（YES-fm） - 2012年4月に月替わりMCとして「○○のオンスト」（月曜日）を担当。単発でもMCやゲストとして出演。
- ほんまもん!原田年晴です（ラジオ大阪、2012年5月11日 - 2014年4月18日・不定期出演） - 「今週のほんまもんサークル」
- 笑い飯の金曜お楽しみアワー（MBSラジオ、2013年5月24日・2014年8月18日 - 9月8日） - 「茶屋町お笑いコロシアム」最高3連勝
- 藤本敦士のDASH宣言!（MBSラジオ、2015年2月21日、木尾のみ） - 金山泉（同局アナウンサー）との三番勝負に勝利。
- 中井雅之のハッピーで行こう!（ラジオ大阪、2015年3月18日）
- 俺達かまいたち（ABCラジオ、2015年6月27日）
- ますます!ハイヒール（MBSラジオ、2015年8月9日、吉田のみ）
- サンデーライブ ゴエでSHOW!（MBSラジオ、2016年5月9日・7月24日）
- ユリヤンスタジオランド（FM aiai、2016年6月18日）
- よしもとラジオ高校〜らじこー（FM OSAKA、2016年7月18日、木尾のみ）
- 週刊ヤングフライデー（MBSラジオ、2016年8月26日）

### DVD
- THE FINAL COUNT DOWN LIVE bye 5upよしもと 2012→2013（よしもとアール・アンド・シー）
- 5upよしもとカウントダウンライブ2013→2014 ネタあり、歌あり、ダンスあり、ゲームあり、ジャンケン大会あり、卒業あり、いろいろありすぎてもうムチャクチャどす!!（よしもとアール・アンド・シー）

## 受賞歴
- 2015年1月 第36回ABCお笑いグランプリ 決勝6位
- 2015年4月 第50回上方漫才大賞 新人賞ノミネート
- 2016年1月 第1回上方漫才協会大賞 文芸部門賞受賞

## 単独ライブ
- 初単独ライブ「Bon Voyage!」（2012年8月31日） - 5upよしもと
- 煌Jr.ワンコインライブ「シンクロックの30分」（2013年11月22日） - 5upよしもと
- 煌ワンコインライブ「シンクロックの30分」（2013年12月18日） - 5upよしもと
- 単独ライブ「カンバセーション-Conversation-」（2014年3月31日） - 5upよしもと
- 新ネタライブ「根-SEED-多」（2014年6月24日） - 5upよしもと
- 煌Jr.ワンコインライブ「シンクロックの30分」（2014年10月8日） - 5upよしもと
- トークライブ「ゆいちゃんのおしゃべりパンパーティー」（2015年6月30日） - pesa
- 単独ライブ「初回お試し60分」（2015年7月27日） - 道頓堀ZAZA POCKET'S

## 出囃子
ブライアン・セッツァー「Everybody's Up To Somethin'」